# Perceval Allen
Maud Perceval Allen, (née en 1880 à Ripley, comté du Derbyshire, et morte en décembre 1955 à Londres) est une artiste lyrique anglaise. Elle apparaît rarement sur scène dans un opéra mais plutôt en concert.

## Biographie
Perceval Allen reçoit son éducation musicale par le pédagogue et compositeur anglais William Shakespeare à Londres. En 1905, elle fait ses débuts dans un concert à Londres avec le London Symphony Orchestra. Puis elle fait une carrière significative en tant que concertiste et chanteur d'oratorio en Angleterre.
En janvier 1906, elle vient à Paris avec L'Orchestre symphonique de Londres et trois cents membres du Leeds Festival Chorus (en), qui donnent deux concerts, dirigés par Charles Stanford, au Théâtre du Châtelet. Les solistes qui accompagnent la délégation musicale à Paris sont Marie Brema, John Coates (en), Francis Brann et  Harry Plunket Greene. Le but de la visite est la présentation de la musique classique de l'école britannique moderne,. Le critique du Ménestrel écrit : « Miss Perceval Allen possède une voix claire et vibrante, qui s'est unie admirablement à celle de Miss Marie Brema pour interpréter avec aisance les soli pour voix de femmes, si difficiles dans la Symphonie avec chœurs... Des acclamations formidables ont éclaté après les deux chants nationaux; elles ont redoublé quand Miss Perceval Allen, saisissant une immense palme que l'on avait apportée sur la scène, l'a élevée au-dessus de sa tête pour la montrer à toute l'assistance. ».
En juin 1906, elle chante au festival Haendel de Londres au Crystal Palace avec Emma Albani, Agnes Nicholls , Clara Butt, et Ben Davies (en), Charles Saunders, Watkin Mills, Kennerlèy Rumford, Robert Radford (en) et Charles Santley (en).
Pour ses débuts à l'opéra en 1908, elle chante au Royal Opera House à Covent Garden à Londres, Brünnhilde dans Le Crépuscule des dieux dirigé par Hans Richter ;
En septembre 1909, elle chante au Three Choirs Festival à Hereford avec les solistes Cicely Gleeson-White, Mme LeMar, Agnes Nicholls et Mme Siviter; contralti : Phyllis Archibald, Clara Butt, Ada Crossley et Phyllis Lett ; ténors : John Coates (en), Gervase Elwes et Walter Hyde ; basses : Frederic Austin (en), Dalton Baker, Herbert Brown, William Higley et Robert Radford (en).
En 1910, elle joue le même rôle dirigé par Sir Thomas Beecham et joue le rôle de Lia dans la première mise en scène à Covent Garden  de L'Enfant prodigue de Claude Debussy, également dirigé par Beecham.
En novembre 1910, le New Symphony Orchestra de Londres, dirigé par Landon Ronald, donne six concerts consacrés à Wagner dans lequel, Perceval Allen chante La mort d'Yseult.
Le 25 juin 1912, elle participe au grand Festival Haendel, au Crystal Palace, qui dure une semaine. Les chœurs, qui ne comprennent pas moins de 3 500 chanteurs fournis par toutes les grandes sociétés chorales anglaises, se trouvent sous la direction de  Henry Coward (en). L'orchestre, qui se compose de 500 musiciens professionnels et amateurs et qui est renforcé pour les parties de solo par l'Orchestre Symphonique de Londres, est conduit par sir Frederic Cowen. Parmi les interprètes des principales parties de chant figurent Clara Butt, Esta d'Argo, Pauline Donalda, MM. Charles Saunders, Herbert Brown, Kennerley Rumford (en), Ben Davies (en) et Robert Radford (en).
Elle est invitée en 1913 avec la Quinlan Opera Company (en) en Australie. Elle chante en anglais le rôle de Brünnhilde dans le Ring.
Elle entreprend une tournée en Amérique du Nord toujours avec la Quinlan Opera Company, mais elle ne chante que quelques rôles sur scène à côté de Brünnhilde, Erda dans le cycle du Ring, Brangäne dansTristan und Isolde et le rôle principal dans Ivanhoe d'Arthur Sullivan. Elle est invitée à Chicago , Philadelphie et Boston.
En 1913-14, elle fait une tournée mondiale qui lui apporte beaucoup de succès. Plus tard dans sa carrière, elle revient au concert.
Perceval Allen a laissé une multitude de disques Gramophone Company, à partir de 1901, y compris les premiers enregistrements réalisés par un chanteur dans le rôle-titre de l'opéra Elektra de Richard Strauss.

## Source
- Le Ménestrel, Paris, 1833-1940 (lire en ligne), lire en ligne sur Gallica
- Le Monde artiste puis "illustré", Paris, 1862-1914 (lire en ligne), lire en ligne sur Gallica